# João van Dorth
João van Dorth, conhecido em holandês como Johan van Dorth, e em espanhol como Juan van Dort (Horst, 1586 - Salvador, 17 de julho de 1624), Senhor de Horst e Pesch, foi um nobre e militar neerlandês.

## Biografia
Nasceu em Horst, feudo dos Países Baixos famoso no século XVII pela sua produção de aspargos.

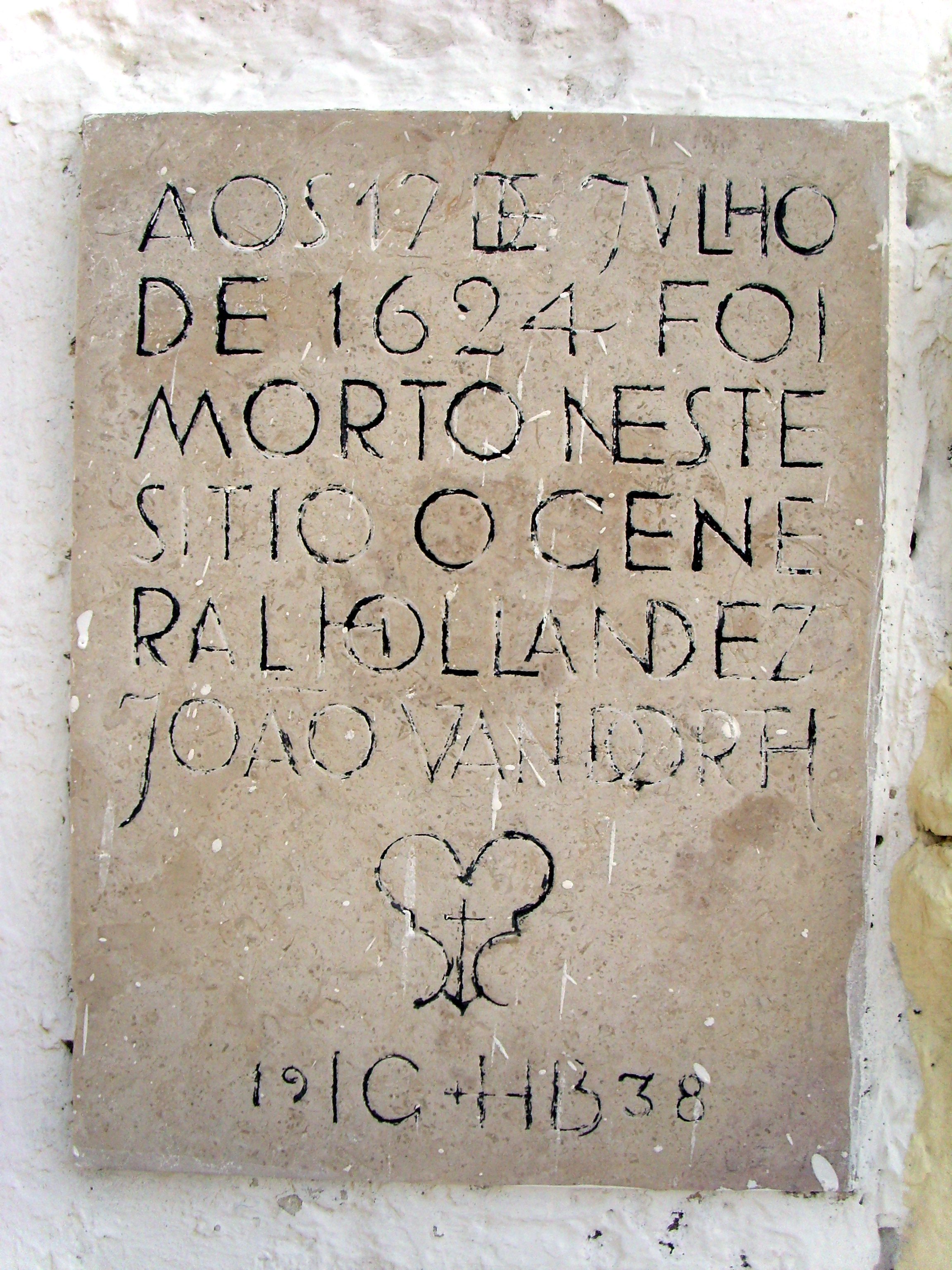
Placa comemorativa (IGHB, 1938).

Foi nomeado Governador da Bahia pela Companhia Neerlandesa das Índias Ocidentais na primeira das Invasões holandesas do Brasil, que ocorreu em 1624.
Foi morto pelo capitão Francisco Padilha em uma emboscada diante do Forte de Nossa Senhora de Monte Serrat.

## Placa comemorativa
Em 1938, o Instituto Geográfico e Histórico da Bahia colocou uma placa comemorativa a van Dort, no antigo terreno do Forte San Felipe, não muito longe de seu local de morte em Água de Meninos.  A placa diz:
Aos 17 de julho de 1624 foi morto neste sítio o general holandês João van Dorth. IGHB, 1938